# Ischnopteris rostellaria
Ischnopteris rostellaria är en fjärilsart som beskrevs av Felder 1874. Ischnopteris rostellaria ingår i släktet Ischnopteris och familjen mätare. Inga underarter finns listade i Catalogue of Life.